# Немчінов Олександр Михайлович
Олександр Михайлович Немчінов (15 листопада 1919 , Воскресенське, Автономна Радянська Башкирська Республіка  — 3 жовтня 1985 , Чернігів ) — старший сержант, командир гармати 63-го окремого винищувально-протитанкового дивізіону (106-та стрілецька дивізія, 65-а армія, Центральний фронт), Герой Радянського Союзу (1943).

## Біографія
Народився 15 листопада 1919 року в селі Воскресенське, нині Мелеузівського району Башкортостану.
Росіянин. Освіта — сім класів. Член КПРС з 1943 року. До призову в армію працював у конторі зв'язку.
Призваний у Червону армію Мелеузівським райвійськкоматом у 1939 році. Брав участь у боях Другої світової війни з лютого 1943 року.
Командир гармати 63-го окремого винищувально-протитанкового дивізіону (106-та стрілецька дивізія, 65-а армія, Центральний фронт) старший сержант О. М. Немчинов здійснив подвиг при форсуванні річки Дніпро в районі селища Лоєв (Гомельська область) 15 жовтня 1943 року.
Після війни продовжував службу в Радянській Армії. У 1949 році закінчив військове піхотне училище. З 1966 року майор О. М. Немчинов — у відставці.
Помер у місті Чернігові 3 жовтня 1985 року. Похований на Яцевському кладовищі міста Чернігова.

## Подвиг
«Командир гармати 63-го окремого винищувально-протитанкового дивізіону (106-та стрілецька дивізія, 65-а армія, Центральний фронт) старший сержант Немчинов О. М. на плоту під вогнем противника 15 жовтня 1943 року першим переправив знаряддя через річку Дніпро в районі селища міського типу Лоєв Гомельської області Білорусії. Діючи у бойових порядках піхоти, знищив знаряддя, 2 кулемети ворога і до 25-гітлерівців. Брав участь у відбитті кількох ворожих контратак».
Указом Президії Верховної Ради СРСР від 30 жовтня 1943 року за зразкове виконання бойових завдань командування на фронті боротьби з німецько-фашистськими загарбниками і проявлені при цьому відвагу і геройство старшому сержанту Немчинову Олександру Михайловичу присвоєно звання Героя Радянського Союзу з врученням ордена Леніна і медалі «Золота Зірка» (№ 1620).

## Нагороди
- Медаль «Золота Зірка» Героя Радянського Союзу (30.10.1943).
- Орден Леніна (30.10.1943).
- Орден Вітчизняної війни I ступеня (06.04.1985).
- Орден Червоної Зірки.
- Медалі.